# Евелин Киз
Евелин Киз (енгл. Evelyn Keyes) је била америчка глумица, рођена 20. новембра 1916. године у Порт Артуру (Тексас), а преминула 4. јула 2008. године у Монтекиту (Калифорнија).

## Филмографија
| Улоге Евелин Киз |                          |               |               |          |
| Година           | Српски назив             | Изворни назив | Улога         | Напомена |
| 1939.            | Прохујало са вихором     |               | Суелен О’Хара |          |
| 1955.            | Седам година верности    |               | Хелен Шерман  |          |
| 1956.            | Пут око света за 80 дана |               | Парижанка     |          |